# Richard Ey (Politiker, 1911)
Richard Ey (* 23. September 1911 in Fellhammer im Kreis Waldenburg; † 27. April 1999) war ein deutscher Politiker (SPD) und ehemaliger Landtagsabgeordneter. Er war zudem als Bergmann und Sozialrichter tätig gewesen.

## Leben
Nach dem Besuch der Volksschule erlernte er den Beruf des Metzgers. Nach kurzer Beschäftigung in seinem erlernten Beruf war Ey im Straßenbau und von 1937 bis 1943 als Bergmann tätig. Nach dem Kriegsdienst und der Entlassung aus dem Lazarett war er wieder als Bergmann tätig. Er war zudem als Sozialrichter tätig und zeitweise Vorsitzender des Gesamtbetriebsrates der Harpener Bergbau AG.
Im Jahr 1929 wurde er Mitglied der Sozialistischen Arbeiter-Jugend. Der SPD gehörte Ey seit 1931 an. Er war in verschiedenen Parteigremien vertreten, so z. B. von 1945 bis 1968 Ortsvereinsvorsitzender der SPD in Dortmund-Dorstfeld.
Vom 13. August 1951 bis zum 27. Mai 1975 war Ey Mitglied des Landtags des Landes Nordrhein-Westfalen. Er wurde jeweils im Wahlkreis 114 bzw. 111 Dortmund VI direkt gewählt.
Ey war verheiratet und hatte zwei Kinder.